# Boyeria vinosa
Boyeria vinosa – gatunek ważki z rodziny żagnicowatych (Aeshnidae). Występuje w Ameryce Północnej – na terenie Kanady i USA.